# AFC Vienna Vikings

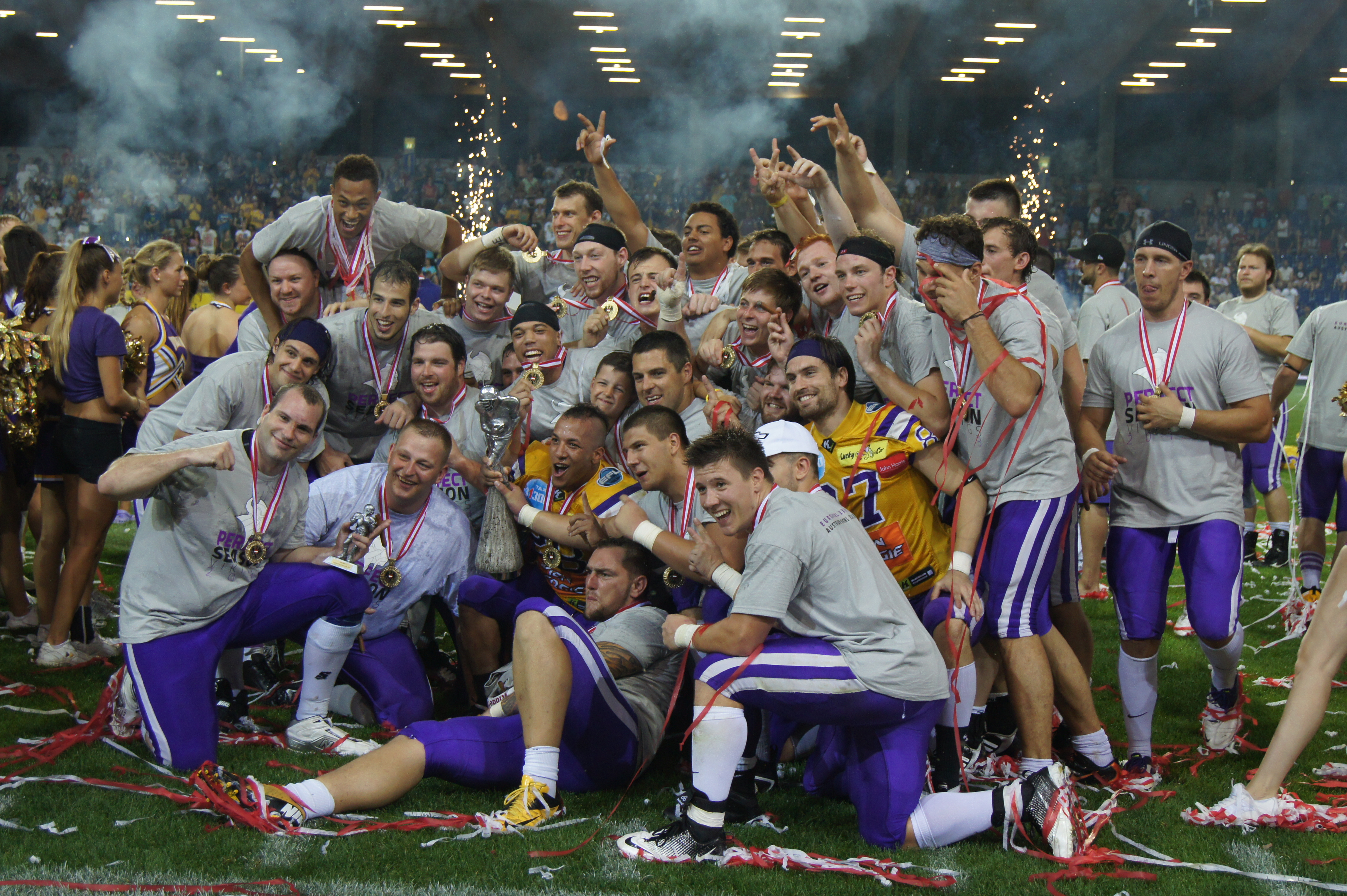
Die Vienna Vikings beim Gewinn der Austrian Bowl XXIX (2013)

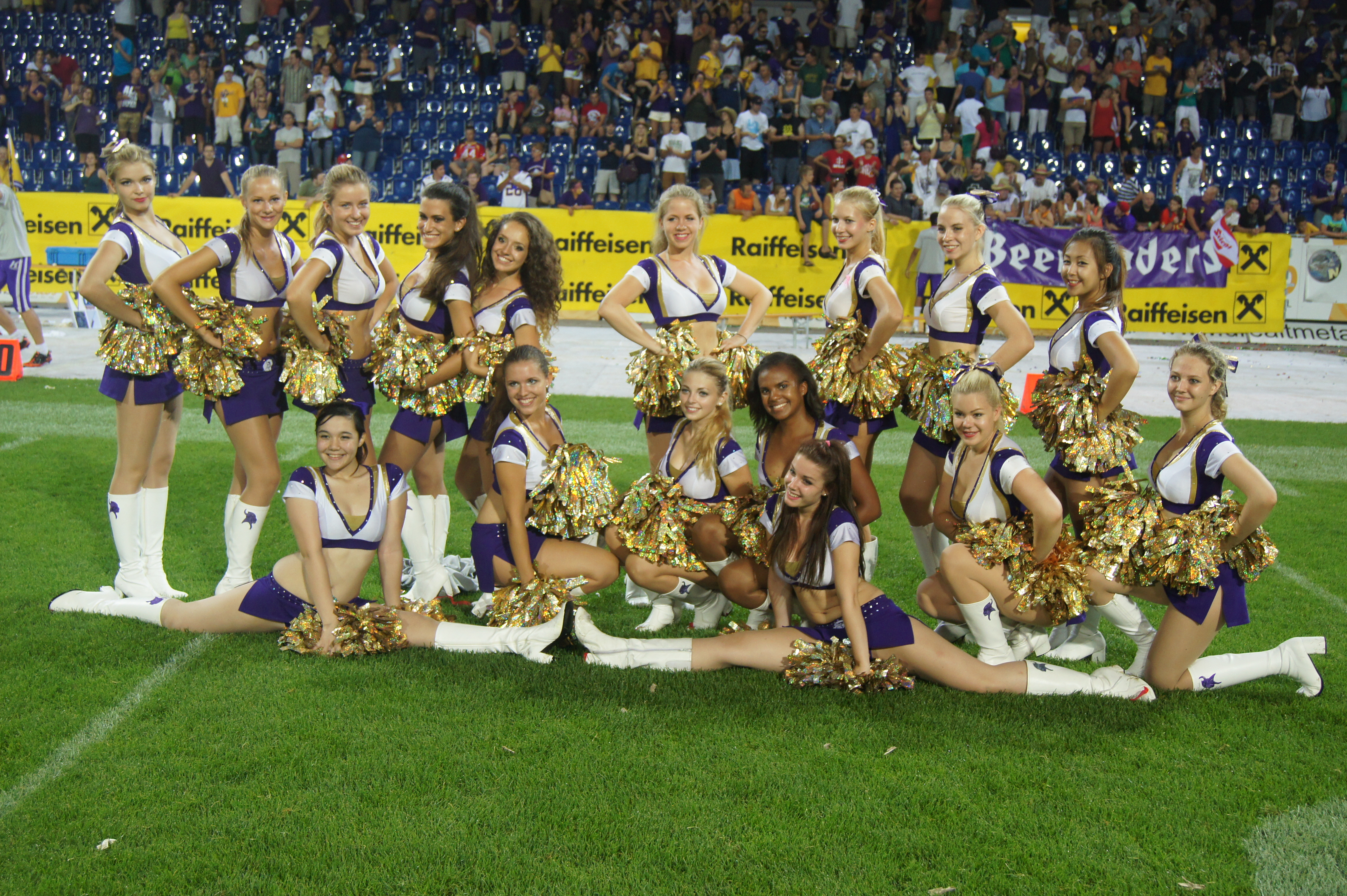
Cheerleaders der Vienna Vikings (2013)

Die AFC Vienna Vikings, kurz Vienna Vikings, sind ein American-Football-Verein aus der österreichischen Bundeshauptstadt Wien. Die erste Mannschaft ist 15-facher österreichischer Meister und gewann fünf Mal den Europapokalwettbewerb Eurobowl. Die erste Mannschaft wurde zur Saison 2022 ausgelagert und spielt als Vienna Vikings in der European League of Football, wo sie 2022 die Meisterschaft gewinnen konnte.
Frühere Namen waren Chrysler Vikings Vienna, Dodge Vikings Vienna, Raiffeisen Vikings Vienna und Dacia Vikings Vienna.

## Geschichte

### Gründung und erste Austrian-Bowl-Teilnahmen (1983–1991)
Die Vienna Vikings wurden am 11. Oktober 1983 von Thomas Aichmair gegründet. Aichmair hatte bereits 1979 mit den Vienna Ramblocks den ersten österreichischen American-Football-Club ins Leben gerufen. Nach teaminternen Querelen während der Football-Europameisterschaft 1983 in Castel Giorgio (Italien) hatte er die Vereinsleitung der Ramblocks niedergelegt. Bei den Vikings wurden vorerst nur Football-Neulinge in den Kader aufgenommen. Thomas Bundschuh wurde Leiter der Offense. Das erste Spiele absolvierte man Anfang April 1984 gegen den amtierenden Meister Salzburg Lions, denen man 0:50 unterlag. Kurz darauf empfing man die Nürnberg Vikings, damals in der 2. Deutschen Bundesliga. Bei der 13:47-Niederlage konnte Horst Obermayer den ersten Touchdown der Vereinsgeschichte erzielen.
In den darauffolgenden zwei Saisonen konnten die Vienna Vikings alle Spiele gewinnen: Die Meisterschaft der zweiten Liga ging ungeschlagen an sie. Freundschaftsspiele, u. a. auch wieder gegen die Nürnberg Vikings, wurden gewonnen und auch die ersten Spiele der ersten Liga in der Saison 1986 gewannen die Vikings zum Teil ohne Gegenpunkte. Einzig ein Spiel gegen die Linz Rhinos, welche durch unkonventionelle Spielzüge (bspw. Punts im 3. Versuch) verblüfften, wurde verloren. Am 26. Juni 1986 standen die Vikings in ihrem ersten Austrian Bowl. Gegner in Salzburg waren die Graz Giants. Die Vikings hatten beide Partien der regulären Saison für sich entscheiden, das Finale konnte Graz aber mit einem ungefährdeten 31:12-Sieg gewinnen.
Einige Spieler verließen nach der Saison das Team und Aichmair entschied, die Vikings in die 2. Liga zurückzuziehen, um das Team neu aufzustellen. In der zweiten Liga konnte man 1987 erneut alle Spiele gewinnen und steig wieder auf. In der Saison 1988 zogen die Vikings zweiten Mal in den Austrian Bowl ein. Erneut waren die Graz Giants Gegner, erneut unterlag man, diesmal mit 33:15. Nach der Saison trat Aichmair Präsident zurück.
Nach der Einstellung des Spielbetrieb der Ramblocks wechselten einige Spieler zu den Vikings. In den Saisons 1989 und 1990 verpassten die Vikings jeweils den Einzug in den Austrian Bowl. In der Saison 1991 stand man zum dritten Mal im Austrian Bowl und verlor zum dritten Mal gegen die Graz Giants (7:38). Auch in den folgenden zwei Spielzeiten wurde der Einzug in die Austrian Bowl verpasst.

### Erste Meisterschaften (1994–1998)
Unter dem amerikanischen Coach Tom F. Smythe zogen die Vikings 1994 durch einen 88:12-Sieg gegen die Klosterneuburg Mercenaries in die Austrian Bowl X ein. Diese konnten die Vikings am 7. Juli 1994 zum ersten Mal gewinnen und dabei erstmal die Graz Giants im Finale bezwingen.
In der folgenden Saison 1995 traf man in der Austrian Bowl XI erneut auf die Graz Giants und verlor zum vierten Mal (20:26). Die Vikings traten 1995 erstmals in der European Football League (EFL) an. Nach einem Qualifikationssieg gegen die Basilisk Mean Machine schied man im Viertelfinale gegen die Düsseldorf Panther aus.
Vor der Saison 1996 mussten die Vikings den Abgang von zehn Startspielern verkraften. Trotzdem erreichten sie das Endspiel und konnten im Austrian Bowl XII zum zweiten Mal die Meisterschaft gewinnen: mit 41:35 schlug man den langjährigen Rivalen Graz Giants. In der Saison 1997 verpasste man den Finaleinzug und schied in der ersten Runde der EFL aus. In der Saison 1998 zogen die Vikings zum siebten Mal im Austrian Bowl, zum siebten Mal hieß der Gegner Graz Giants und zum fünften Mal unterlag man.

### Serienmeister Chrysler Vikings Vienna und Dodge Vikings Vienna (1999–2007)
Zur Saison 1999 wurde der Name der ersten Mannschaft aus Sponsorgründen in Chrysler Vikings Vienna geändert. Es begann eine Serie von fünf Meisterschaften in Folge. Die perfekte Saison 1999 krönte man mit einem 37:35-Sieg im Austrian Bowl XV gegen die Giants. Auch die Saison 2000 beendete man ohne Niederlage. Im neunten Finale der Vereinsgeschichte stand man erstmals einer anderen Mannschaft gegenüber. Die Tyrolean Raiders (heute Raiders Tirol), die man mit 31:21 besiegte, sollten langfristig die Giants als großer Rivale der Vikings ablösen. 2002 und 2003 folgten weitere Austrian-Bowl-Siege gegen die Graz Giants, bevor 2004 die Serie riss: Die Vikings hatten erneut alle Spiele der regulären Saison gewonnen und im Halbfinale die Danube Dragons mit 55:7 dominiert. Doch im Finale konnten die Tyrolean Raiders mit 28:22 erstmals den Titel holen.
Dafür konnte man 2004 erstmals einen anderen Titel holen, den Eurobowl. Ab 2000 hatte die Vikings wieder regelmäßig an der European Football League teilgenommen. 2000 scheiterte man noch im Viertelfinale an den Hamburg Blue Devils. In der Saison 2001, in er keine deutschen Teams an der EFL teilnahmen, schafften die Vikings es erstmals ins Finale. Der Eurobowl XV wurde im heimischen Stadion Hohe Warte ausgetragen und erstmals auch vom ORF übertragen. Vor 6000 Zuschauern unterlag man dem Titelverteidiger Bergamo Lions mit 11:28. An den Lions scheiterte man dann auch im Halbfinale 2002, bevor die Wiener in der Saison 2003 erstmals Bergamo bezwingen konnten; im Halbfinale gelang der 34:33-Sieg in der Verlängerung. Im Finale warteten andere Löwen, die Braunschweig Lions. In Braunschweig unterlagen die Vikings mit 14:21. 2004 fehlten erneut die deutschen Mannschaften und die Wiener zogen in ihren dritten Eurobowl ein. Im Eurobowl XVIII waren erneut die Bergamo Lions Gegner. Diesmal konnten die 7000 Zuschauer auf der Hohen Warte den 53:20-Sieg der Vikings sehen.
In der Saison 2005 holten sich die Vikings den nationalen Titel zurück, im Austria Bowl XXI besiegte man die Raiders mit 43:14. Eine Woche zuvor hatte man den Eurobowl erneut gegen die Bergamo Lions verteidigt. Zur Saison 2006 änderten die Vikings ihren Namen in Dodge Vikings Vienna. Erneut stand man im Austrian Bowl, wo man ausgerechnet vor eigenem Publikum auf der Hohen Warte den Raiders zum zweiten Mal unterlag. Dafür holte man zum dritten Mal in Folge den Eurobowl, nachdem diesmal auch wieder deutsche Mannschaften teilgenommen hatten. Gegner im Eurobowl XX war La Courneuve Flash. Im Austrian Bowl XXIII gab es nach einiger Pause mal wieder ein Aufeinandertreffen mit den Graz Giants, die Vikings holten sich mit 42:14 den neunten Titel der Vereinsgeschichte. Dazu kam der Sieg im Eurobowl XXI gegen die Marburg Mercenaries. Die Vikings waren damit das erste Team, das vier Mal den Eurobowl holen konnte, in Serie.

### Raiffeisen Vikings Vienna (2008–2016)
Seit Jahresbeginn 2008 hieß das Team Raiffeisen Vikings Vienna. In der Saison 2008 hatte die Vikings nicht nur einige Abgänge, sondern auch viele Verletzungen zu verkraften. In der AFL erreichte man erstmals nur genauso viele Siege wie Niederlagen und scheiterte im Halbfinale an den Raiders. In der EFL konnte man durch zwei Siege ins Finale einziehen. Auch im Eurobowl XXII hieß der Gegner dann Raiders und die Vikings unterlagen mit 24:28. Ende 2009 stellten die Vikings ein neues Konzept ohne amerikanischen Quarterback und dafür mit zwei gleichwertigen österreichischen Spielmachern, Christoph Gross und Philipp Jobstmann, vor. Die AFL reduzierte zeitgleich die Anzahl der amerikanischen Spieler zur Saison 2009. Während in der EFL im Viertelfinale gegen La Courneuve Flash Schluss war, steigerten sich die Vikings über die Saison und konnten diese mit einem 22:19-Sieg gegen die Giants in Graz den zehnten Meistertitel erreichen. Auch die Saison 2010 verlief eher mäßig. Nach 13 Jahren zogen die Vikings erstmal nicht mehr in die Austrian Bowl ein. Dagegen zog man in den Eurobowl XXIV ein, unterlag jedoch vor heimischen Publikum den Berlin Adler mit 31:34. In der Saison 2011 scheitere man zwei Mal am selben Gegner. Sowohl im Austrian Bowl XXVII (13:23) als auch im Halbfinale der EFL (10:13) unterlag man den Tyrolean Raiders.

Nach den mageren Jahren startete man 2012 wieder eine Erfolgsserie. Mit dem 48:34-Sieg im Austrian Bowl XXVIII holte man sich den elften Meistertitel gegen die Raiders Tirol war man alleiniger Rekordmeister. Auch in den Eurobowl XXVI zog man ein, unterlag in Vaduz jedoch den Calanda Broncos mit 14:27. 

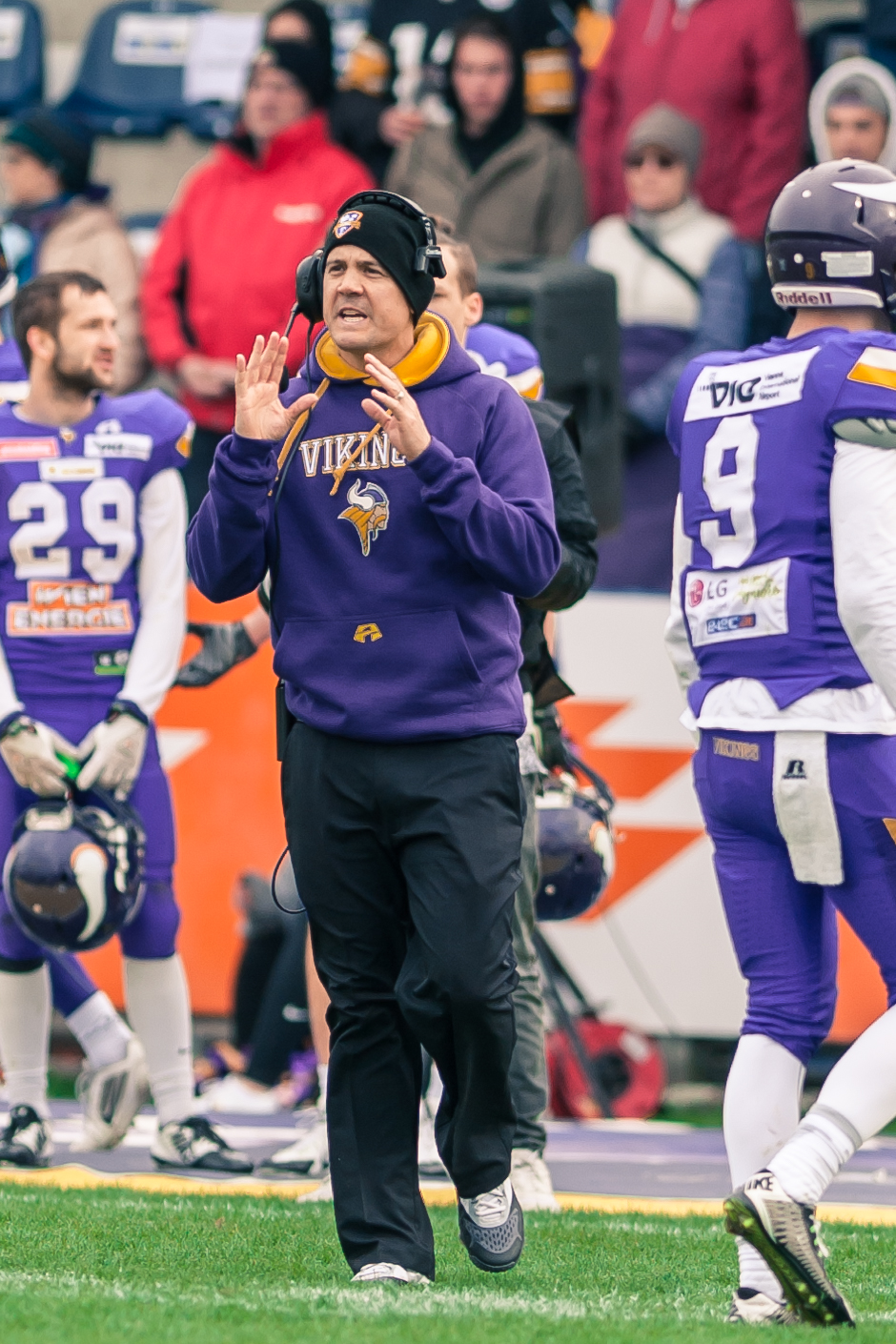
Chris Calaycay

Die Saison 2013 war für die Wiener eine perfekte Saison. Ohen Saisonniederlage gewann man in der Austrian Bowl XXIX mit 48:31 gegen die Swarco Raiders und im Eurobowl XXVII denselben Gegner mit 37:14. Trotz drei Niederlagen in der regulären Saison 2014 holten sich die Vikings mit dem 41:27-Sieg gegen die Raiders die dritten Austrian Bowl in Folge. In der neu geschaffenen BIG6 European Football League schieden die Vikings nach 35:41-Niederlage gegen die Dresden Monarchs in der Gruppenphase aus.
Es folgten weniger erfolgreiche Jahre. 2015 verlor man die Austrian Bowl XXXI mit 0:38 gegen die Swarco Raiders. Auch in der Big6 verpasste man das Finale durch eine 23:45-Niederlage gegen die Schwäbisch Hall Unicorns. In der Saison 2016 spielte man im FAC-Stadion. In der AFL war im Halbfinale Schluss, in der Big6 kam man erneut nicht über die Gruppenphase hinaus.

### Dacia Vikings Vienna (2017 bis 2021)
Mit einem neuen Hauptsponsor erfolgte im Frühjahr 2017 die Umbenennung in Dacia Vikings Vienna.  Aus der Big6 zog man sich zurück, nachdem man mit den deutschen Clubs keine Einigkeit über den Einsatz von Importspielern erzielen konnte. In der AFL 2017 standen neun Siege bei nur eine Niederlage zu Buche. Die Austrian Bowl XXXIII gegen die Raiders gewann man mit 45:26. In der Saison 2018 konnten die Wikinger mit US-Quarterback Garrett Safron und US-Wide Receiver Reece Horn im Grunddurchgang acht Siege und zwei Niederlagen. Im Play-off-Halbfinale gewann man gegen die Graz Giants mit Head Coach Chris Calaycay mit 35:21. Im Austrian Bowl XXXIV warteten erneut die Raiders Tirol. Vor 5.500 Zuschauern in der NV Arena in St. Pölten unterlagen die Vikings drei Sekunden vor dem Ende durch ein Fieldgoal mit 48:51. 2019 qualifizierten sich die Vikings als zweitplatziertes Team für die Playoffs der AFL. Im Halbfinale setzten sich die Wiener gegen die Black Panthers aus Prag mit 28:21 durch. Der Gegner im Austrian Bowl XXXV hieß wieder mal Raiders Tirol, denen man erneut mit 34:42 unterlag. Trotz einer Pausenführung der Vikinger, konnten sich die Tiroler erneut durchsetzen und gewannen das Finale in St. Pölten mit 42:34. Im ECTC Finale zogen die Vienna Vikings abermals den Kürzeren und verloren das Finale gegen die Raiders mit 35:10. Erstmals trat man auch wieder international an. In der neu eingerichteten IFAF European Club Team Competition konnte man die beiden Gruppenspiele gewinnen, die Helsinki Roosters verzichteten jedoch auf das Finale. Die Vikings waren damit für das European Super Final gegen den Sieger der CEFL qualifiziert. Dies war der nationale Rivale Raiders Tirol und auch dieses Spiel verloren die Vikings vor 5000 Zuschauern in Innsbruck mit 10:35.
Aufgrund der Covid-19-Pandemie musste die geplante AFL-Saison 2020 ausfallen. Erst im September konnte eine Meisterschaft organisiert werden. Dabei trafen lediglich die Vienna Vikings und die Graz Giants in einer Best-of-Five-Serie aufeinander. Die Vikings konnten die ersten drei Spiele mit 31:19, 45:13 und 46:29 gewinnen und waren damit zum 15. Mal Österreichischer Meister.
In der Saison 2021 waren dagegen die Raiders Tirol wieder unüberwindbar. In der Austrian Bowl XXXVI unterlag man den Innsbruckern mit 14:35. Zuvor war man bereits im Halbfinale der CEFL, an der man erstmal teilnahm, an den Raiders gescheitert.

### European League of Football (ab 2022)
Ende 2020 hatte sich die European League of Football (ELF) gegründet, die den Anspruch hat, einen professionellen europaweiten Spielbetrieb zu organisieren. Am Tag vor dem Finale der ersten ELF-Saison gaben die Vikings bekannt, in die professionelle ELF einzusteigen. Die erste Mannschaft wurde dazu in eine Kapitalgesellschaft ausgelagert. Der Wirtschaftsanwalt und langjährige Quarterback in der Austrian Football League, Robin Lumsden stieg als Co-Eigentümer und Investor ein. Daneben stellt der Verein AFC Vienna Vikings weiterhin eine Mannschaft in der AFL sowie das Division Team in einer unteren Liga.
In der Saison 2022 spielte die ELF-Mannschaft in der Generali Arena. In der regulären Saison konnten die Vikings zehn der zwölf Spiele gewinnen und sich damit den ersten Platz der Central Division sichern. Vor dem Halbfinale zog der Fußball-Club Austria Wien die Zustimmung zur Nutzung der Generali Arena zurück. Das Spiel musste daher im Footballzentrum Ravelin vor 900 Zuschauern ausgetragen werden. Die Vikings zogen mit einem 39:12-Sieg gegen die Barcelona Dragons ins Finale im Klagenfurter Wörtherseestadion ein. Im Championship Game sicherten sich die Vikings mit 27:15 gegen die Hamburg Sea Devils die Meisterschaft der ELF.
Nachdem Quarterback Jackson Erdmann seinen Rückzug vom aktiven Sport erklärt hatte, verpflichteten die Vikings Chris Helbig von den Potsdam Royals als Quarterback für die Saison 2023. Ansonsten blieb das Roster größtenteils unverändert. Nach den Unstimmigkeiten mit der Austria blieb das Heimstadion der Vikings lange unklar. Schließlich wurde Anfang April für das erste Heimspiel gegen die Prague Lions erneut die Generali-Arena als Austragungsort bekanntgegeben. Die übrigens Heimspiele finden im Stadion Hohe Warte statt. Drei Spiele vor Ende der regulären Saison gewannen die Vikings vorzeitig erneut den Titel ihrer Conference und sicherten sich damit als erstes Team 2023 das Heimrecht in den Play-offs.  Mit 12:0 Siegen aus der regulären Saison qualifizierten sie sich dann direkt fürs Halbfinale, wo sie die Stuttgart Surge zu Gast hatten. Durch eine 33:40-Heimniederlage verpassten die Vikings den Wiedereinzug ins Finale.
Schon während der laufenden Saison 2023 gaben die Vikings die Trennung von Offensive Coordinator John Shannon bekannt. Der österreichische Cheftrainer der Nationalmannschaft Max Sommer wurde als Berater verpflichtet, Calaycay übernahm das offensive Playcalling. Sommer übernahm im November 2023 die Stelle als Offensive Coordinator.

## Erfolge
| Titel                                      | Meister                                                                       | Vizemeister                                                                                   |
| ------------------------------------------ | ----------------------------------------------------------------------------- | --------------------------------------------------------------------------------------------- |
| European League of Football                | 1 (2022)                                                                      | 1 (2024)                                                                                      |
| Austrian Bowl                              | 15 (1994, 1996, 1999–2003, 2005, 2007, 2009, 2012–2014, 2017, 2025)           | 15 (1986, 1988, 1991, 1995, 1998, 2004, 2006, 2011, 2015, 2018, 2019, 2021, 2022, 2023, 2024) |
| Österreichischer Staatsmeister             | 17 (siehe Austrian Bowl, zusätzlich 2020 1 und 2024 2)                        |                                                                                               |
| Eurobowl                                   | 5 (2004, 2005, 2006, 2007, 2013)                                              | 05 (2001, 2003, 2008, 2010, 2012)                                                             |
| Austrian Cup                               | 2 (1993, 1994)                                                                |                                                                                               |
| Wiener Landesmeister                       | 2 (1993, 1994)                                                                |                                                                                               |
| Silver Bowl (Division I)                   | 7 (1987, 2004–2008, 2014)                                                     | 02 (2002, 2003)                                                                               |
| Ladies Bowl                                | 21 (2003–2023)                                                                | 03 (2000–2002)                                                                                |
| College Bowl (U19)                         | 10 (1991, 1998–2000, 2002–2005, 2008, 2010)                                   | 02 (1997, 2001)                                                                               |
| Jugendbowl/College Bowl (U17 bzw. U18)     | 22 (1994–1998, 2001–2005, 2007–2009, 2011, 2013–2016, 2019, 2021, 2022, 2023) | 05 (2000, 2006, 2010, 2017, 2018)                                                             |
| Schülerbowl/Jugenbowl (U15 bzw. U16)       | 16 (1994–1999, 2004, 2005, 2009, 2013, 2015, 2016, 2017, 2019, 2021, 2023)    |                                                                                               |
| Minibowl/Schülerbowl (U13 bzw. U14)        | 6 (2003–2005, 2012, 2013, 2022, 2024)                                         | 06 (2001, 2002, 2007–2010)                                                                    |
| Minibowl (U12)                             | 4 (2021–2024)                                                                 |                                                                                               |
| Flagbowl                                   | 1 (2003)                                                                      |                                                                                               |
| Österr. Senior Cheer Meister               | 14 (2000–2014)                                                                |                                                                                               |
| Österr. Staatsmeister Cheer/6 All Girl     | 5 (2015–2019)                                                                 |                                                                                               |
| Österr. Senior Cheer/5 All Girl Meister    | 1 (2018)                                                                      |                                                                                               |
| Österr. Meister Senior Groupstunt All Girl | 1 (2015)                                                                      |                                                                                               |
| Österr. Senior Cheer/6 Coed Meister        | 3 (2017–2019)                                                                 |                                                                                               |
| Österr. Meister Junior Cheer Coed          | 1 (2016, 2017)                                                                |                                                                                               |
| Österr. Meister Junioren Cheer/5 All Girl  | 15 (2001–2013, 2015, 2019)                                                    |                                                                                               |
| Österr. Mini Cheer/2 All Girl Meister      | 2 (2018, 2019)                                                                |                                                                                               |
| Österr. Peewees-Cheer Meister              | 11 (2004–2014)                                                                |                                                                                               |
| Österr. Junioren-Dance-Team-Meister        | 1 (2009)                                                                      |                                                                                               |
| Österr. Peewees-Dance-Team-Meister         | 2 (2009, 2011)                                                                |                                                                                               |
| Österr. Peewees Dance Hip Hop Meister      | 2 (2018, 2019)                                                                |                                                                                               |

## Spielstätten

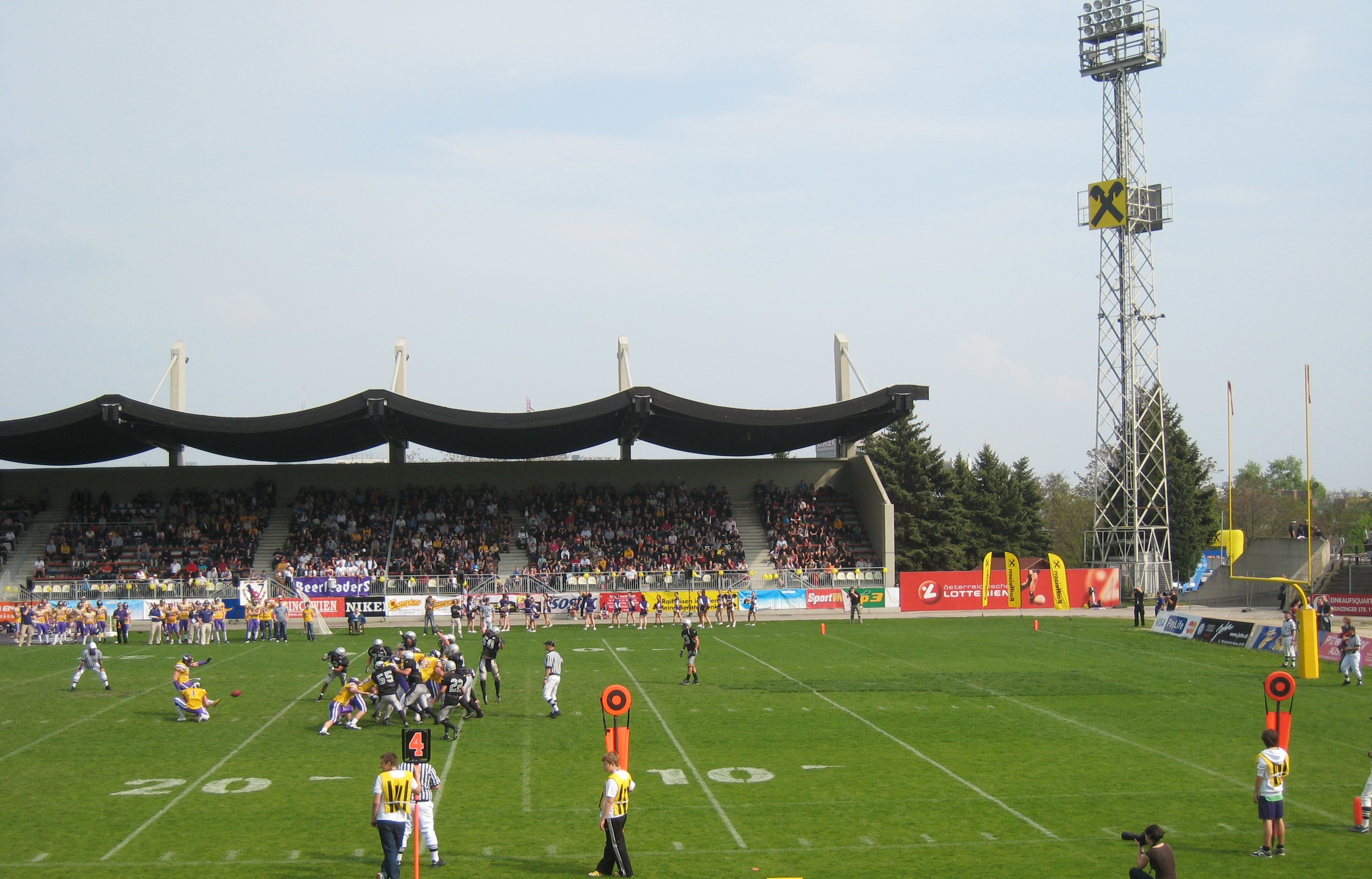
Field-Goal-Versuch von Peter Kramberger im EFL-Spiel gegen die Badalona Dracs auf der Hohen Warte (2010)

### Hohe Warte
Von 1993 bis 2015 war das Stadion Hohe Warte mit einem Zuschauerfassungsvermögen von 4.500 Personen die Heimspielstätte der Vikings. Da der Verpachter, der Fußballclub First Vienna FC, in Geldnot steckte, kam nach einem Jahr Pause erneut ein Pachtvertrag zwischen dem First Vienna FC und den Vienna Vikings zustande.
Die Fans der Vikings nennen das Stadion auch „Heilige Warte“.
Im Schnitt besuchten im Jahr 2015, 2.500 bis 5.000 Fans die Spiele der ersten Mannschaft auf der Hohen Warte in Wien-Döbling.
Bereits bei der Verkündung der ersten Spielstätte für 2023 wurde angekündigt, dass die restlichen Heimspiele der Vikings in anderen Stadien ausgetragen werden. Am 11. April wurde dann die Hohe Warte als Stadion für die Spiele gegen die Leipzig Kings, Wroclaw Panthers und Berlin Thunder veröffentlicht.

### Floridsdorf
Zur Saison 2016 beendete der First Vienna FC den Pachtvertrag mit den Vikings, worauf die Footballer auf den FAC-Platz, das Stadion des Floridsdorfer AC, umzogen. Das Stadion wurde im Zuge dessen auf 4.000 Plätze erweitert. Nach nur einer Saison kehrten die Vikings aber wieder auf die Heilige Warte, wie sie von Fans genannt wird, zurück.

### Footballzentrum Ravelin

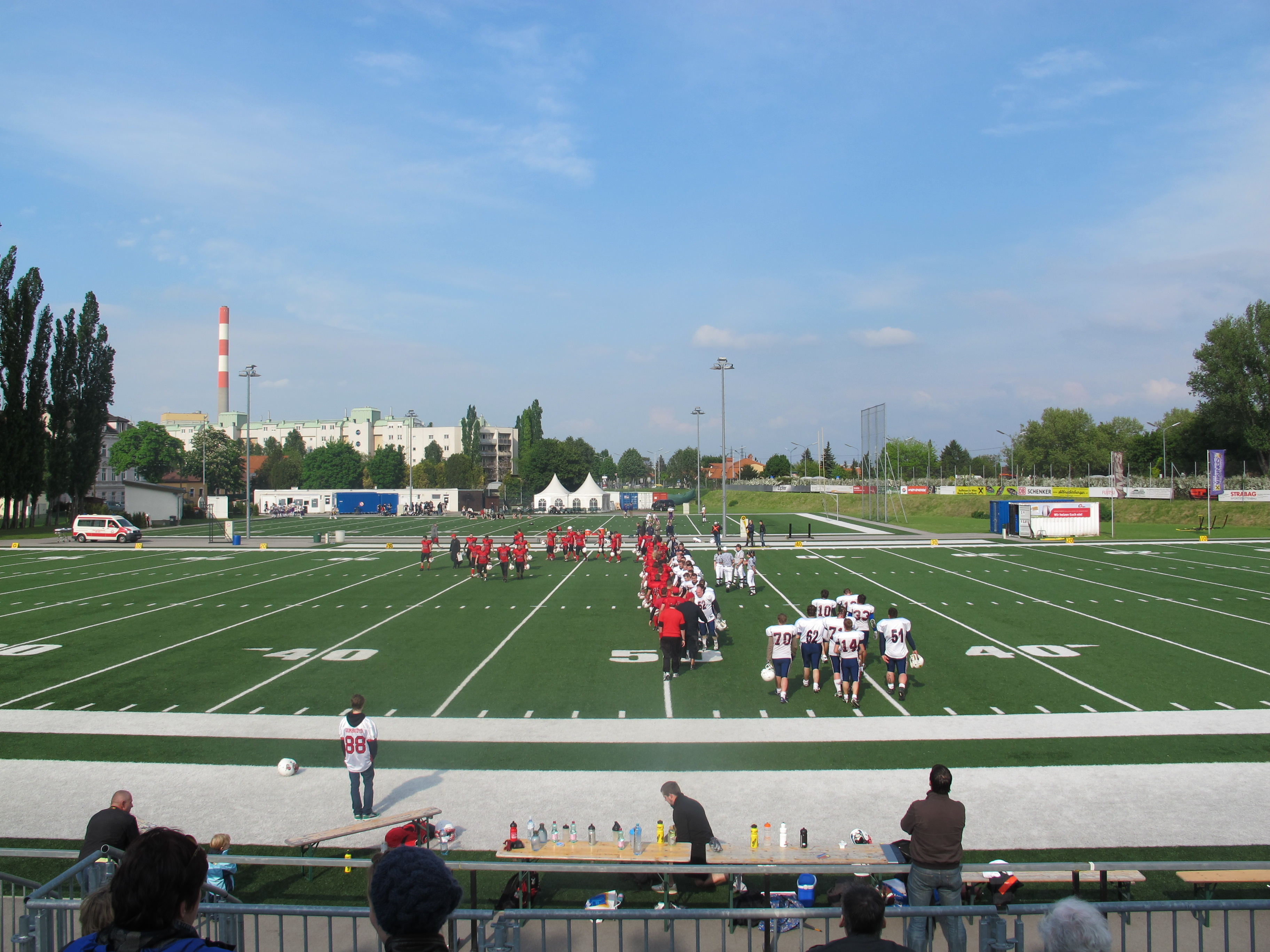
Das Footballzentrum Ravelinstraße (2011)

Am 17. Jänner 2007 wurde der unbefristete Pachtvertrag unterschrieben, und seit 1. August 2007 steht den Vikings das American-Football-Trainingszentrum in der Ravelinstraße im 11. Wiener Gemeindebezirk zur Verfügung. Dieses Zentrum beinhaltet auf einer Fläche von 25.600 m² zwei permanent markierte Kunstrasen-Footballfelder, fernsehtaugliches Flutlicht sowie eine Tribüne für 888 Zuseher.
Auf dieser Spielstätte finden alle Spiele der Nachwuchs-, Flag-Football- und Damenmannschaften statt. Außerdem dient das Trainingszentrum Ravelinstraße auch als Heimspielstätte für andere Football-Vereine aus Wien und dem Wiener Umland wie den Vienna Warlords oder den AFC Vienna Knights.

### Generali Arena
In der Saison 2022 war die Generali Arena das Heimstadion des ELF-Teams der Vikings. Vor dem Halbfinale der ELF 2022 zog die Austria die Zustimmung zur Nutzung der Generali Arena zurück und das Spiel musste im Footballzentrum Ravelin ausgetragen werden.
In der Saison 2023 trug das ELF-Team den Home Opener und das Halbfinale gegen die Stuttgart Surge vor 10.108 Zuschauern in der General Arena aus. In der Saison 2024 wird das erste Heimspiel gegen die Raiders Tirol in der Generali Arena ausgetragen.

## Teams
- Vienna Vikings (ELF)
- AFC Vienna Vikings (AFL)
- AFC Vienna Vikings Division Team (AFL Div. 2)
- Vikings Ladies
- U18
- U16
- U14
- U12
- Superseniors
- Vikings Flag + Nachwuchs Flag
- Allstars
- Fusion
- Ehemaliger Quarterback Christoph Gross (2010)Infinity
- Twisters
- Galaxy
- Evolution
- Destiny (Dance Seniors)
- Calypso (Dance Juniors)
- Twinkles (Dance Peewees)

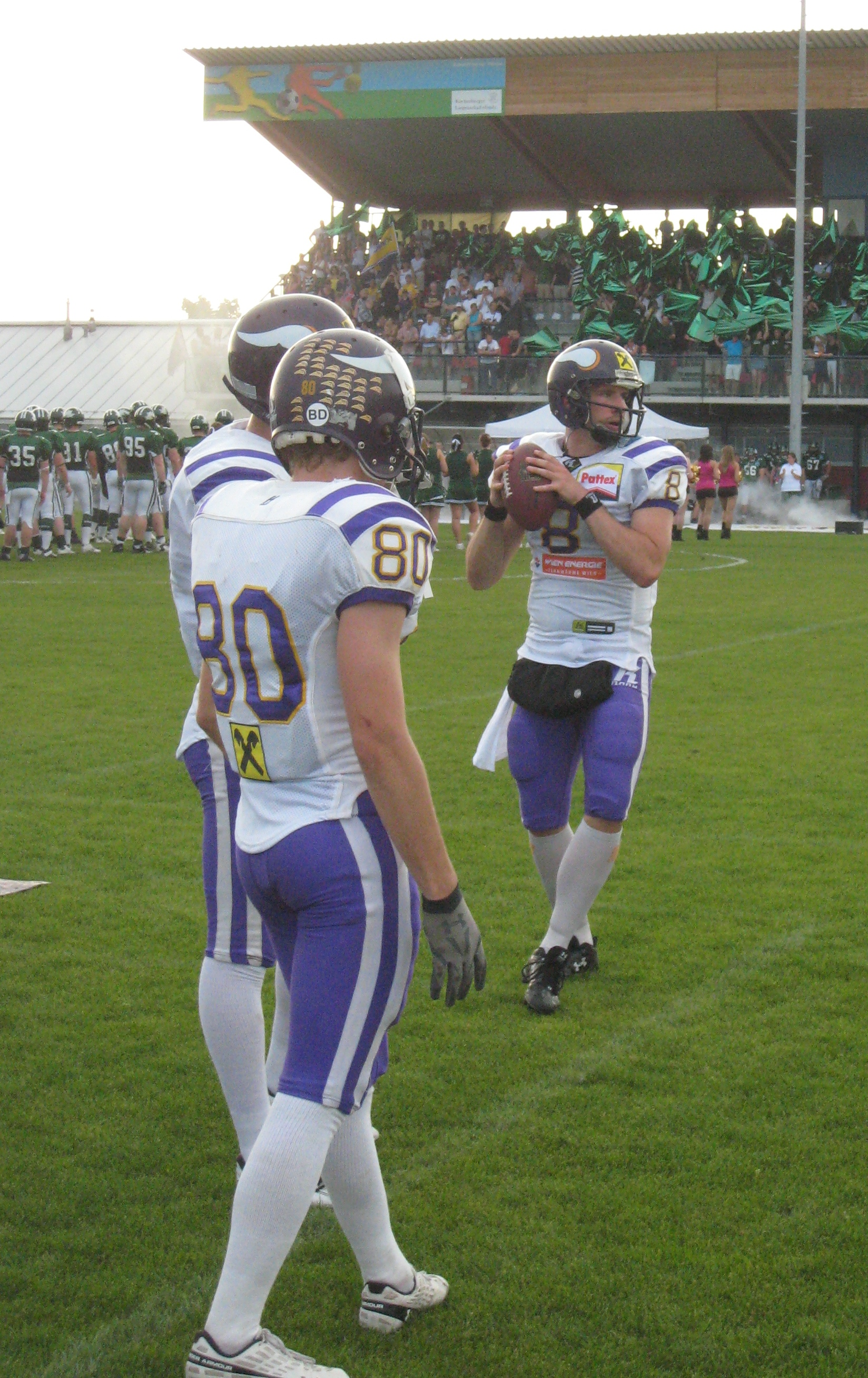
Ehemaliger Quarterback Christoph Gross (2010)

Besonders erfolgreich sind die Vienna Vikings in ihrer Nachwuchsarbeit. So gewannen die Minis, Schüler, Jugend und Junioren 2004 und 2005 in allen Klassen die österreichischen Meistertitel. Nachdem die Vienna Vikings eine schwächere Nachwuchssaison im Jahr 2006 verzeichnen mussten (2× Vizemeister – Schüler und Jugend) konnten die Vikings im Jahr 2007 drei Finalisten stellen und einen österreichischen Meistertitel in der Jugendklasse holen sowie zwei weitere Vizemeistertitel (Minis und Schüler). 2008 konnten sich das Jugend- und Juniorenteam im Finale durchsetzen und holten sich den Titel unter der Führung von den Coaches Obermayer und Herz wieder zurück.
Zusätzlich betreibt das Management das Vienna Vikings Team II, das 2004, 2005, 2006, 2007 und 2008 den Meistertitel in der Austrian Football Division One holte. Als Farmteam gedacht, spielen dort jene, die im Team I wenig oder gar nicht zum Einsatz kommen. Junioren kommen bereits hier zum Einsatz und treffen oft auf körperlich überlegene Gegner. Das Team II besteht zu zwei Dritteln aus Nachwuchsspielern. In der Saison 2009 gab es kein Vikings-Team II, da nicht genügend Spieler den internen Cut vor Weihnachten 2008 schafften. Auch in der darauf folgenden Saison gab es kein 2. Team.

## Sponsoren und Verträge

### AFC Vienna Vikings
Der Verein der Vienna Vikings wird von insgesamt vier Unternehmen gesponsert: die Flughafen Wien AG mit dem Wiener Flughafen, die Jost Hurler Immobiliengruppe mit dem Wiener Einkaufszentrum Huma Eleven, die Holdinggesellschaft Wien Holding GmbH der Stadt Wien und die Wiener Eventagentur Go! Go! Gorilla. Außerdem arbeitet der Verein mit 13 Kooperationspartnern zusammen, darunter die Wiener Bezirkszeitung, der Radiosender Energy Wien, der Sportausrüster Forelle und das Vienna Marriott Hotel. Des Weiteren betreibt der Verein eine so genannte Sponsorenlotterie, bei der jeder Teilnehmer ein Sponsorenpaket erhält und der Gewinner einer Ziehung zusätzlich für eine Saison auf den Jerseys der Vikings beworben wird. An dieser Lotterie haben bisher 25 Unternehmen teilgenommen, darunter die jetzigen Hauptsponsoren Wien Holding und das Huma Eleven Einkaufszentrum, Gatorade, der Pflegeprodukteherstelle Burnus Care mit der Marke Kamill sowie verschiedene Wiener Kleinunternehmen.

### ELF-Team
Das ELF-Team der Vienna Vikings wird von 18 Unternehmen gesponsert, darunter der Dienstleister für Erneuerbare Energien Powerfusion, der Getränkekonzern Splendid Drinks mit der Marke 28 Black, Kentucky Fried Chicken, das Bäckereiunternehmen Ströck und das Online-Portal meinbezirk.at der RegionalMedien Wien.